# Raymond Vidal
Raymond Vidal (* 27. Dezember 1896 in Marseille; † 18. Juni 1991 in Monaco) war ein französischer Politiker. Von 1932 bis 1942 war er Abgeordneter der Abgeordnetenkammer.

## Leben
Vidal arbeitete als Anwalt in seiner Geburtsstadt Marseille. Er war Mitglied der SFIO und zog 1932 für diese als 35-Jähriger in die Abgeordnetenkammer ein. Auf lokaler Ebene wurde er zum ersten Stellvertreter des Bürgermeisters von Marseille. 1936 gelang ihm die Wiederwahl als Abgeordneter. An der Abstimmung über das Ermächtigungsgesetz des Vichy-Regimes 1940 enthielt er sich der Stimme. Vidal blieb offiziell noch bis 1942 Abgeordneter und setzte seine politische Karriere nach der Befreiung Frankreichs nicht fort. Er starb 1991.